# サバーハ・アッ＝サーリム・スタジアム

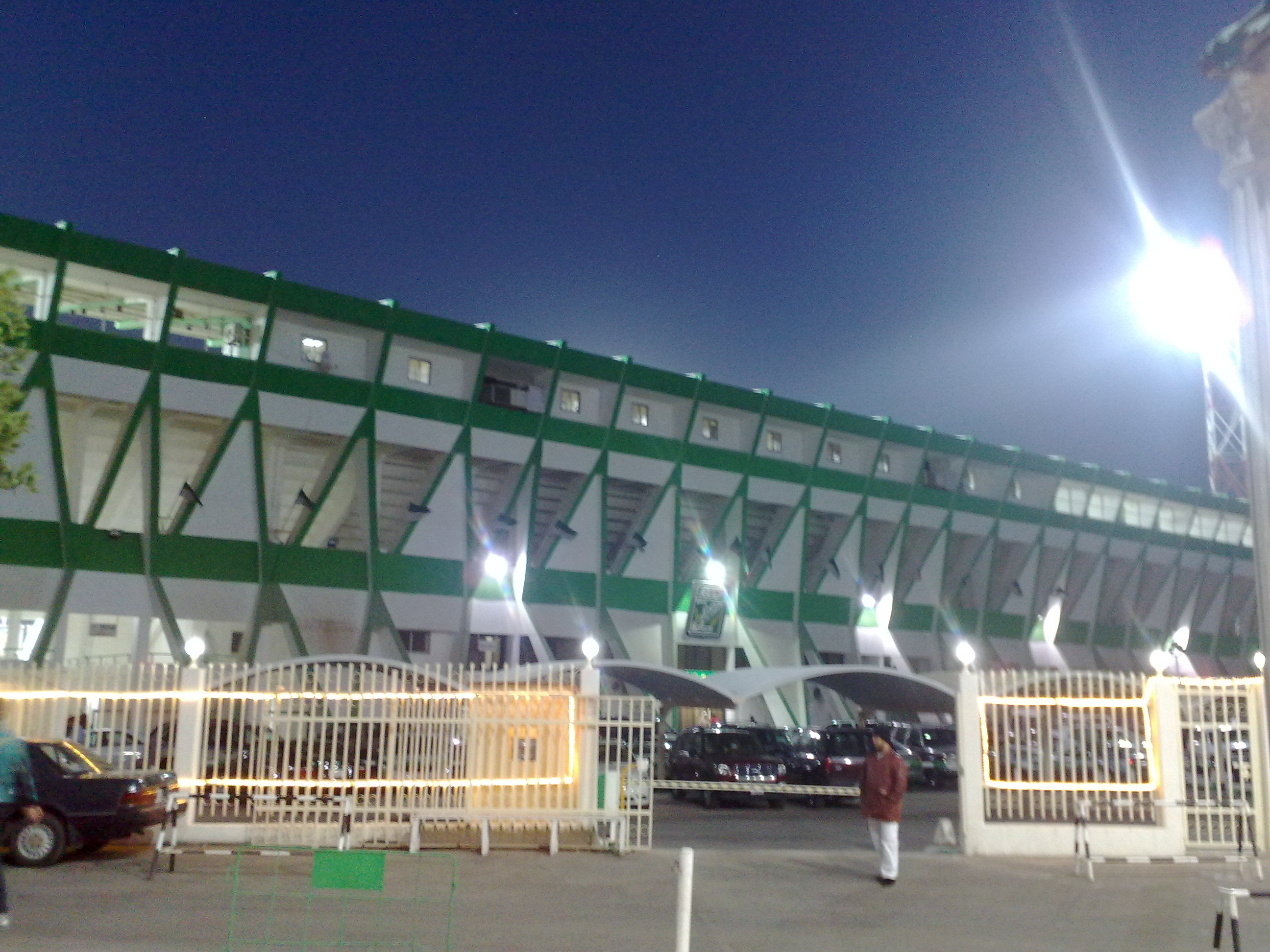
外から見たスタジアムの様子

サバーハ・アッ＝サーリム・スタジアム（アラビア語: ستاد صباح السالم、英: Sabah Al Salem Stadium）は、クウェートの首都・クウェート市にある多目的スタジアムである。

## 概要
スタジアムの名称は第12代クウェート国首長サバーハ3世の名前から採られた。主にサッカーの試合に用いられる。クウェート・プレミアリーグに所属するアル・アラビ・クウェートがホームスタジアムとして使用する他、サッカークウェート代表のホームスタジアムとしても利用される。収容人数は28,000人。1980年にはAFCアジアカップ1980の決勝戦が開催され、クウェート代表が韓国代表を破って初優勝を果たした。愛称のThe Castle of Cupsもこれに由来する。